# John Craik-Henderson
Pour les articles homonymes, voir John Henderson et Craik.
Le professeur John James Craik-Henderson (21 décembre 1890 - 3 décembre 1971) est un homme politique britannique du Parti conservateur.

## Biographie
Henderson est élu à la Chambre des communes lors d'une élection partielle en mars 1940, en tant que député de Leeds Nord-Est .
Il sert au Parlement pour le reste de la Seconde Guerre mondiale, et est remplacé lors des élections générales de 1945 par Alice Bacon du Parti travailliste. Il obtient 97,1% des voix en 1940, avec uniquement l'Union britannique des fascistes face à lui, mais n'obtient que 37,5% en 1945, lorsque des candidats des partis travailliste et libéral se présentent.